# Herb gminy Łubniany
Herb gminy Łubniany – jeden z symboli gminy Łubniany, ustanowiony 29 maja 1991. 

## Wygląd i symbolika
Herb przedstawia na tarczy podzielonej w pas przez żółtą, drewnianą belkę w dolnej części na zielonym tle 11 żółtych gwiazd, symbolizujących wsie gminy. Górna część podzielona w słup, z lewej strony na żółtym tle umieszczono zielone drzewo iglaste, natomiast z prawej – na zielonym polu żółty kłos zboża. 